# 파투아
파투아(프랑스어: Patois, /ˈpætwɑː/)는 주로 프랑스어권에서 비표준적인 화법과 언어를 통틀어 가리키는 말이다. 피진, 크레올, 방언, 속어 등을 포함한다. 본래 피카르어, 옥시타니아어, 프랑코프로방살어 등 비표준 프랑스어 또는 지역 언어를 가리키는 데 사용되던 말이다. 나중에 프랑스령 서인도 제도의 크레올이나 영어 기반의 자메이카 파투아, 포르투갈어 기반의 마카오 파투아에도 이 표현이 쓰였다.